# وزیر فتح خان
فتح خان بارکزی یا وزیر فتح خان یا به زبان ساده، فتح خان، مشهور به فتح جنگ، وزیر امپراتوری درانی در زمان حکومت شاه محمود درانی بود. وی مقام وزارت را تا زمان شکنجه و اعدامش به دست کامران‌شاه درانی، پسر شاه محمود درانی، بر عهده داشت. فتح خان رییس قبیله بارکزایی و برادر دوست محمدخان (موسس حکومت خاندان بارکزایی) بود، مرگش باعث دشمنی و شورش قبیله‌ای با درانی‌ها شده که در نهایت به خلع محمود شاه درانی انجامید، منجر شد.